# Qualification pour la Division IIB du Championnat du monde féminin de hockey sur glace 2019
Navigation
Qualification Division IIB 2018 Qualification Division IIB 2020
Le tournoi de Qualification pour la Division IIB du Championnat du monde féminin de hockey sur glace 2019 se déroule au Cap en Afrique du Sud du 13 au 18 janvier 2019.

## Format de la compétition
Le Championnat du monde féminin de hockey sur glace est un ensemble de plusieurs tournois regroupant les nations en fonction de leur niveau. Les meilleures équipes disputent le titre dans la Division Élite.
Les 10 équipes de la Division Élite sont réparties en deux groupes de 5 : les mieux classées dans le groupe A et les autres dans le groupe B. Chaque groupe est disputé sous la forme d'un championnat à matches simples. Les 5 équipes du groupe A sont qualifiés d'office pour les quarts de finale, de même que les 3 premiers du groupe B. Les 2 derniers du groupe B sont relégués en division inférieure lors de l'édition 2020. 
Pour les autres divisions qui comptent 6 équipes (sauf le groupe de Qualification pour la Division IIB qui en compte 5), les équipes s’affrontent entre elles et, à l'issue de cette compétition, le premier est promu dans la division supérieure et le dernier est relégué dans la division inférieure.
Lors des phases de poule, les points sont attribués ainsi :
- 3 points pour une victoire dans le temps réglementaire ;
- 2 points pour une victoire en prolongation ou aux tirs de fusillade ;
- 1 point pour une défaite en prolongation ou aux tirs de fusillade ;
- 0 point pour une défaite dans le temps réglementaire.

## Officiels
La fédération internationale a désigné 8 officiels pour ce tournoi.
| Arbitres                                           | Juges de ligne                                                                                         |
| -------------------------------------------------- | --- |
| - Ulrike Winklmayr - Rita Rygh - Nadine Sheffield  | \| - Michaela Hryzáková - Tsang Yin - Kamila Smetková \| - Sueva Torribio Rousselin - Caroline Butt \| |
| - Michaela Hryzáková - Tsang Yin - Kamila Smetková | - Sueva Torribio Rousselin - Caroline Butt                                                             |

## Matches
| 13 janvier | Hong Kong | 1-8 (1-3, 0-4, 0-1) | Belgique | The Ice Station 50 spectateurs |

| Feuille de match | Feuille de match       | Feuille de match                    | Feuille de match | Feuille de match                                                          |
| ---------------- | ---------------------- | ----------------------------------- | --- | ------------------------------------------------------------------------- |
|                  | Ip — 2 min 52 s (IN) - | 1-0 1-1 1-2 1-3 1-4 1-5 1-6 1-7 1-8 | - Jenaer (Bosmans) — 4 min 13 s Leirs (Fransen) — 7 min 38 s Jenaer (Willemot) — 13 min 32 s Leyen (Jenaer, Bosmans) — 20 min 21 s Clincke (Frere) — 25 min 55 s de Guchtenaere (Bosmans) — 31 min 32 s (SN) Jenaer (de Guchtenaere) — 35 min 21 s Maka (de Guchtenaere, van Hootegem) — 54 min 55 s | Arbitrage : Nadine Sheffield Juges de lignes : Caroline Butt et Tsang Yin |
| Chau             | Gardiens               | Smits                               | | Arbitrage : Nadine Sheffield Juges de lignes : Caroline Butt et Tsang Yin |
| 10 min           | Pénalités              | 18 min                              | | Arbitrage : Nadine Sheffield Juges de lignes : Caroline Butt et Tsang Yin |
| 14               | Tirs                   | 50                                  | | Arbitrage : Nadine Sheffield Juges de lignes : Caroline Butt et Tsang Yin |

| 13 janvier | Ukraine | 3-1 (1-1, 2-0, 0-0) | Afrique du Sud | The Ice Station 400 spectateurs |

| Feuille de match | Feuille de match | Feuille de match | Feuille de match                                       | Feuille de match                                                          |
| ---------------- | --- | ---------------- | ------------------------------------------------------ | ------------------------------------------------------------------------- |
|                  | Skachtchouk (Riabkina, Tsymyrenko) — 12 min 48 s - Skachtchouk (Riabkina) — 24 min 28 s (SN) Tsymyrenko (Dobrovolska, Skachtchouk) — 32 min 57 s | 1-0 1-1 2-1 3-1  | - van Doesburgh (Rhode, Verwey) — 19 min 18 s (2 SN) - | Arbitrage : Rita Rygh Juges de lignes : Kamila Smetková et Sueva Torribio |
| Tkatchenko       | Gardiens | Swanepoel        |                                                        | Arbitrage : Rita Rygh Juges de lignes : Kamila Smetková et Sueva Torribio |
| 14 min           | Pénalités | 14 min           |                                                        | Arbitrage : Rita Rygh Juges de lignes : Kamila Smetková et Sueva Torribio |
| 34               | Tirs | 15               |                                                        | Arbitrage : Rita Rygh Juges de lignes : Kamila Smetková et Sueva Torribio |

| 14 janvier | Bulgarie | 1-5 (0-3, 0-0, 1-2) | Ukraine | The Ice Station 40 spectateurs |

| Feuille de match | Feuille de match                               | Feuille de match        | Feuille de match | Feuille de match                                                                    |
| ---------------- | ---------------------------------------------- | ----------------------- | --- | ----------------------------------------------------------------------------------- |
|                  | - Zareva (Iliycheva, Metanova) — 41 min 11 s - | 0-1 0-2 0-3 1-3 1-4 1-5 | Dobrovolska (Riabkina, Skatchouk) — 10 min 8 s Tsymyrenko (Skachtchouk, Tarassova) — 12 min 46 s (SN) Tkatchouk (Riabkina) — 14 min 29 s - Tkatchouk (Riabkina, Dobrovolska) — 51 min 5 s (SN) Makarenko — 51 min 49 s | Arbitrage : Ulrike Winklmayr Juges de lignes : Michaela Hryzáková et Sueva Torribio |
| Stankova         | Gardiens                                       | Tkatchenko              | | Arbitrage : Ulrike Winklmayr Juges de lignes : Michaela Hryzáková et Sueva Torribio |
| 6 min            | Pénalités                                      | 12 min                  | | Arbitrage : Ulrike Winklmayr Juges de lignes : Michaela Hryzáková et Sueva Torribio |
| 16               | Tirs                                           | 40                      | | Arbitrage : Ulrike Winklmayr Juges de lignes : Michaela Hryzáková et Sueva Torribio |

| 15 janvier | Belgique | 6-0 (4-0, 0-0, 2-0) | Bulgarie | The Ice Station 40 spectateurs |

| Feuille de match | Feuille de match | Feuille de match        | Feuille de match | Feuille de match                                                     |
| ---------------- | --- | ----------------------- | ---------------- | -------------------------------------------------------------------- |
|                  | Jenaer (de Guchtenaere, Bosmans) — 5 min 7 s (SN) Clincke — 13 min 16 s (IN) Jenaer (de Guchtenaere, Bosmans) — 18 min 35 s Willemot (Boon) — 19 min 38 s Boon (Frere) — 47 min 37 s de Guchtenaere — 59 min 43 s (SN) | 1-0 2-0 3-0 4-0 5-0 6-0 | -                | Arbitrage : Rita Rygh Juges de lignes : Kamila Smetková et Tsang Yin |
| Smits            | Gardiens | Georgieva               |                  | Arbitrage : Rita Rygh Juges de lignes : Kamila Smetková et Tsang Yin |
| 10 min           | Pénalités | 22 min                  |                  | Arbitrage : Rita Rygh Juges de lignes : Kamila Smetková et Tsang Yin |
| 51               | Tirs | 9                       |                  | Arbitrage : Rita Rygh Juges de lignes : Kamila Smetková et Tsang Yin |

| 15 janvier | Afrique du Sud | 10-1 (4-1, 3-0, 3-0) | Hong Kong | The Ice Station 200 spectateurs |

| Feuille de match                                   | Feuille de match | Feuille de match                             | Feuille de match              | Feuille de match                                                                   |
| -------------------------------------------------- | --- | -------------------------------------------- | ----------------------------- | ---------------------------------------------------------------------------------- |
|                                                    | van Doesburgh — 3 min 28 s (SN) Rhode (Gruber) — 4 min 12 s Keuler (van Doesburgh) — 5 min 41 s (SN) - Rhode (van Doesburgh, Brankin) — 14 min van Doesburgh (Langeveld, Kleyn) — 31 min 5 s Brankin — 32 min 44 s (IN) Rhode — 35 min 40 s Rhode (Grobler) — 41 min 33 s Rhode (Keuler, Schuurman) — 49 min 32 s (SN) van Doesburgh (Schuurman) — 51 min 2 s (SN) | 1-0 2-0 3-0 3-1 4-1 5-1 6-1 7-1 8-1 9-1 10-1 | - Ip (Li) — 6 min 46 s (IN) - | Arbitrage : Ulrike Winklmayr Juges de lignes : Caroline Butt et Michaela Hryzáková |
| Swanepoel (31 min 5 s) van der Merwe (28 min 55 s) | Gardiens | Wong (14 min 3 s) Chau (45 min 57 s)         |                               | Arbitrage : Ulrike Winklmayr Juges de lignes : Caroline Butt et Michaela Hryzáková |
| 6 min                                              | Pénalités | 16 min                                       |                               | Arbitrage : Ulrike Winklmayr Juges de lignes : Caroline Butt et Michaela Hryzáková |
| 40                                                 | Tirs | 11                                           |                               | Arbitrage : Ulrike Winklmayr Juges de lignes : Caroline Butt et Michaela Hryzáková |

| 16 janvier | Ukraine | 4-1 (2-0, 1-1, 1-0) | Belgique | The Ice Station 100 spectateurs |

| Feuille de match | Feuille de match | Feuille de match    | Feuille de match                          | Feuille de match                                                       |
| ---------------- | --- | ------------------- | ----------------------------------------- | ---------------------------------------------------------------------- |
|                  | Skachtchouk (Tkatchouk, Tsymyrenko) — 12 min 17 s (SN) Kovtoune (Hadliia) — 15 min 14 s - Tkatchouk (Hadliia) — 33 min 18 s Skachtchouk (Tarassova) — 42 min 52 s | 1-0 2-0 2-1 3-1 4-1 | - Jenaer (de Guchtenaere) — 30 min 53 s - | Arbitrage : Rita Rygh Juges de lignes : Caroline Butt et Sueva Torribo |
| Smits            | Gardiens | Tkatchenko          |                                           | Arbitrage : Rita Rygh Juges de lignes : Caroline Butt et Sueva Torribo |
| 16 min           | Pénalités | 12 min              |                                           | Arbitrage : Rita Rygh Juges de lignes : Caroline Butt et Sueva Torribo |
| 33               | Tirs | 16                  |                                           | Arbitrage : Rita Rygh Juges de lignes : Caroline Butt et Sueva Torribo |

| 17 janvier | Hong Kong | 2-5 (1-2, 1-3, 0-0) | Ukraine | The Ice Station 30 spectateurs |

| Feuille de match | Feuille de match                                            | Feuille de match            | Feuille de match | Feuille de match                                                               |
| ---------------- | ----------------------------------------------------------- | --------------------------- | --- | ------------------------------------------------------------------------------ |
|                  | - Ip (Li, Lau) — 18 min 26 s Kwok (Ip) — 28 min 19 s (SN) - | 0-1 0-2 1-2 2-2 2-3 2-4 2-5 | Riabkina (Kozoub) — 1 min 54 s Kovtoune — 17 min 30 s - Riabkina (Slachtchova, Vansovytch) — 28 min 38 s Dobrovolska (Tkatchouk, Skachtchouk) — 30 min 59 s Kozoub (Riabkina, Vansovytch) — 35 min 51 s | Arbitrage : Nadine Sheffield Juges de lignes : Michaela Hryzáková et Tsang Yin |
| Chau             | Gardiens                                                    | Tkatchenko                  | | Arbitrage : Nadine Sheffield Juges de lignes : Michaela Hryzáková et Tsang Yin |
| 8 min            | Pénalités                                                   | 10 min                      | | Arbitrage : Nadine Sheffield Juges de lignes : Michaela Hryzáková et Tsang Yin |
| 17               | Tirs                                                        | 33                          | | Arbitrage : Nadine Sheffield Juges de lignes : Michaela Hryzáková et Tsang Yin |

| 17 janvier | Afrique du Sud | 8-4 (3-1, 1-2, 4-1) | Bulgarie | The Ice Station 200 spectateurs |

| Feuille de match | Feuille de match | Feuille de match                                | Feuille de match | Feuille de match                                                                 |
| ---------------- | --- | ----------------------------------------------- | --- | -------------------------------------------------------------------------------- |
|                  | Verwey (van Doesburgh) — 1 min 52 s (SN) van Doesburgh (Schuurman, Rhode) — 3 min 37 s - Schuurman — 19 min 24 s - Rhode (Schuurman, van Doesburgh) — 36 min (SN) - Keuler (Rhode) — 49 min 35 s (SN) Gruber (van Doesburgh, Rhode) — 53 min 28 s (SN) Verwey — 59 min 8 s Rhode (Gruber, Keuler) — 59 min 42 s | 1-0 2-0 2-1 3-1 3-2 4-2 4-3 4-4 5-4 6-4 7-4 8-4 | - Metanova (Iliycheva) — 6 min 50 s - Metanova (Zareva) — 24 min 39 s - Metanova — 36 min 49 s Metanova — 44 min 21 s - | Arbitrage : Ulrike Winklmayr Juges de lignes : Kamila Smetková et Sueva Torribio |
| Swanepoel        | Gardiens | Stankova                                        | | Arbitrage : Ulrike Winklmayr Juges de lignes : Kamila Smetková et Sueva Torribio |
| 4 min            | Pénalités | 16 min                                          | | Arbitrage : Ulrike Winklmayr Juges de lignes : Kamila Smetková et Sueva Torribio |
| 50               | Tirs | 17                                              | | Arbitrage : Ulrike Winklmayr Juges de lignes : Kamila Smetková et Sueva Torribio |

| 18 janvier | Bulgarie | 6-7 (pr) (1-3, 2-0, 3-3, 0-1) | Hong Kong | The Ice Station 40 spectateurs |

| Feuille de match                              | Feuille de match | Feuille de match                                    | Feuille de match | Feuille de match                                                            |
| --------------------------------------------- | --- | --------------------------------------------------- | --- | --------------------------------------------------------------------------- |
|                                               | - Zareva (Metanova, Popova) — 11 min - Dimitrova — 29 min 15 s (SN) Metanova (Zareva, Popova) — 37 min 6 s - Todorova (Dilova) — 52 min 21 s (SN) Metanova — 56 min 8 s (SN) Metanova (Zareva) — 57 min 56 s - | 0-1 0-2 1-2 1-3 2-3 3-3 3-4 3-5 3-6 4-6 5-6 6-6 6-7 | Li (Ip) — 50 s Li (Lau) — 9 min 39 s - Li (Ip) — 11 min 52 s - Ip — 40 min 56 s (IN) Ip (Li) — 47 min 43 s (SN) Li (Kwok) — 49 min 16 s (SN) - Kwok (Lee) — 60 min 25 s (2 SN) | Arbitrage : Nadine Sheffield Juges de lignes : Kamila Smetková et Tsang Yin |
| Georgieva (49 min 16 s) Stankova (11 min 9 s) | Gardiens | Chau                                                | | Arbitrage : Nadine Sheffield Juges de lignes : Kamila Smetková et Tsang Yin |
| 16 min                                        | Pénalités | 16 min                                              | | Arbitrage : Nadine Sheffield Juges de lignes : Kamila Smetková et Tsang Yin |
| 25                                            | Tirs | 25                                                  | | Arbitrage : Nadine Sheffield Juges de lignes : Kamila Smetková et Tsang Yin |

| 18 janvier | Belgique | 9-2 (3-0, 3-1, 3-1) | Afrique du Sud | The Ice Station 400 spectateurs |

| Feuille de match | Feuille de match | Feuille de match                                   | Feuille de match                                                                    | Feuille de match                                                            |
| ---------------- | --- | -------------------------------------------------- | ----------------------------------------------------------------------------------- | --------------------------------------------------------------------------- |
|                  | Bosmans (Jenaer, Vetters) — 10 min 46 s Leyen (de Guchtenaere) — 12 min 58 s (SN) de Guchtenaere (Bosmans, Jenaer) — 16 min 17 s (SN) de Guchtenaere (Bosmans, Jenaer) — 28 min 19 s Bosmans (Jenaer, de Guchtenaere) — 31 min 23 s - Jenaer (Maka, Horemans) — 36 min 7 s - Jenaer (Bosmans) — 47 min 8 s Boon (Frere) — 55 min 43 s Clincke (Moonen, Boon) — 59 min 1 s (SN) | 1-0 2-0 3-0 4-0 5-0 5-1 6-1 6-2 7-2 8-2 9-2        | - Schuurman (Rhode, Keuler) — 31 min 58 s (SN) - van Doesburgh — 43 min 27 s (SN) - | Arbitrage : Rita Rygh Juges de lignes : Caroline Butt et Michaela Hryzáková |
| Smits            | Gardiens | Swanepoel (12 min 58 s) van der Merwe (47 min 2 s) |                                                                                     | Arbitrage : Rita Rygh Juges de lignes : Caroline Butt et Michaela Hryzáková |
| 14 min           | Pénalités | 16 min                                             |                                                                                     | Arbitrage : Rita Rygh Juges de lignes : Caroline Butt et Michaela Hryzáková |
| 35               | Tirs | 13                                                 |                                                                                     | Arbitrage : Rita Rygh Juges de lignes : Caroline Butt et Michaela Hryzáková |

## Classement
Pour les significations des abréviations, voir statistiques du hockey sur glace.
| Clt   | Équipe         | PJ | V | VP | D | DP | BP | BC | Diff | Pts |
| ----- | -------------- | -- | - | -- | - | -- | -- | -- | ---- | --- |
| +001, | Ukraine        | 4  | 4 | 0  | 0 | 0  | 17 | 5  | +12  | 12  |
| +002, | Belgique       | 4  | 3 | 0  | 1 | 0  | 24 | 7  | +17  | 9   |
| +003, | Afrique du Sud | 4  | 2 | 0  | 2 | 0  | 21 | 17 | +4   | 6   |
| +004, | Hong Kong      | 4  | 0 | 1  | 3 | 0  | 11 | 29 | -18  | 2   |
| +005, | Bulgarie       | 4  | 0 | 0  | 3 | 1  | 11 | 26 | -15  | 1   |

- Promu en Division IIB en 2020

## Récompenses individuelles
Les 3 meilleures joueuses désignées par l'IIHF :
- Meilleure gardienne : Viktoriia Tkatchenko (Ukraine)
- Meilleure défenseure : Donne van Doesburgh (Afrique du Sud)
- Meilleure attaquante : Lotte de Guchtenaere (Belgique)

## Statistiques individuelles
Pour les significations des abréviations, voir statistiques du hockey sur glace.
| Clt | Joueuse                | Équipe         | PJ | B | A | Pts | Pun | +/- |
| --- | ---------------------- | -------------- | -- | - | - | --- | --- | --- |
| 1   | Valerie Jeaner         | Belgique       | 4  | 8 | 5 | 13  | 2   | +11 |
| 2   | Dalene Rhode           | Afrique du Sud | 4  | 7 | 5 | 12  | 10  | -2  |
| 3   | Donne van Doesburgh    | Afrique du Sud | 4  | 6 | 5 | 11  | 2   | +2  |
| 4   | Lotte de Guchtenaere   | Belgique       | 4  | 4 | 7 | 11  | 4   | +10 |
| 5   | Femke Bosmans          | Belgique       | 4  | 2 | 8 | 10  | 16  | +9  |
| 6   | Veronika Metanova      | Bulgarie       | 4  | 7 | 2 | 9   | 8   | +1  |
| 7   | Estelle Claudia Ip     | Hong Kong      | 4  | 5 | 3 | 8   | 2   | +2  |
| 8   | Ielyzaveta Riabkina    | Ukraine        | 4  | 2 | 6 | 8   | 4   | +6  |
| 9   | Adrienne May Li        | Hong Kong      | 4  | 4 | 3 | 7   | 0   | 0   |
| 9   | Vladyslava Skachtchouk | Ukraine        | 4  | 4 | 3 | 7   | 0   | +3  |

| Clt | Joueuse              | Équipe         | PJ | Min          | BC | Moy  | %Arr  | Bl |
| --- | -------------------- | -------------- | -- | ------------ | -- | ---- | ----- | -- |
| 1   | Viktoriia Tkatchenko | Ukraine        | 4  | 232 min 15 s | 5  | 1,29 | 91,67 | 0  |
| 2   | Maud Smits           | Belgique       | 4  | 240 min      | 7  | 1,75 | 89,86 | 1  |
| 3   | Katrin Stankova      | Bulgarie       | 3  | 130 min 24 s | 14 | 6,44 | 85,11 | 0  |
| 4   | Shaylene Swanepoel   | Afrique du Sud | 4  | 162 min 58 s | 10 | 3,68 | 84,85 | 0  |
| 5   | Chau Nga Sze         | Bulgarie       | 2  | 109 min 16 s | 12 | 6,59 | 83,33 | 0  |

Nota : seules sont classées les gardiennes ayant joué au minimum 40 % du temps de jeu de leur équipe.